# Ivo Grenz
Ivo Grenz, född 10 juli 1936 i Tallinn, Estland, död 20 november 2001 i Södertälje, Södermanlands län var en svensk journalist och nyhetsankare på Aktuellt under 1970- och 1980-talen. 
Grenz kom i december 1958 att arbeta på Sveriges första kommersiella radiostation, Skånes Radio Mercur, med studio och kontor i Landskrona, och med sändaren ombord på ett fartyg i Öresund. Senare fortsatte han på Radio Nord - 1961 - Sveriges andra kommersiella radiostation med sändning från ett fartyg i Stockholms skärgård och studior och högkvarter på Kammakargatan 46 i Stockholm. 
Han var också regissör av och producent för långfilmen Protest från 1963. Ivo Grenz är begravd på Turinge kyrkogård.

## Filmografi
- 1963 – Protest